# لیو هوانهوا
لیو هوانهوا (انگلیسی: Liu Huanhua؛ زادهٔ ۲۰ اوت ۲۰۰۱) وزنه‌بردار اهل چین است.
وی در مسابقات کشوری و بین‌المللی در مجموع برندهٔ ۱ مدال طلا، ۲ مدال برنز شده‌است.